# Raghtin More
Raghtin More är ett berg i republiken Irland.   Det ligger i grevskapet County Donegal och provinsen Ulster, i den norra delen av landet, 230 km norr om huvudstaden Dublin. Toppen på Raghtin More är 505 meter över havet, eller 441 meter över den omgivande terrängen. Bredden vid basen är 8,8 km.
Terrängen runt Raghtin More är kuperad söderut, men norrut är den platt. Havet är nära Raghtin More åt nordväst.Runt Raghtin More är det ganska glesbefolkat, med 31 invånare per kvadratkilometer. Närmaste större samhälle är Buncrana, 13,6 km söder om Raghtin More. Trakten runt Raghtin More består i huvudsak av gräsmarker.